# پاور متال (آلبوم)
پاور متال چهارمین آلبوم استودیویی گروه هوی متال پنترا است که در مه ۱۹۸۸ منتشر شد.
این اولین آلبوم پنترا بود که فیل انسلمو به‌عنوان خواننده با آن‌ها همکاری می‌کرد. ترکیب نفرات گروه از این آلبوم تا زمان فروپاشی پنترا در سال ۲۰۰۳ به همین صورت باقی ماند.

## اعضای مشارکت‌کننده
- فیل انسلمو: آواز (به جز قطعهٔ شمارهٔ ۱۰)
- دایمند دارل: گیتار،  آواز قطعهٔ شمارهٔ ۱۰
- رکس براون: گیتار باس
- وینی پال: درامز
- مارک فراری: گیتار (در قطعه‌های شمارهٔ ۳ و ۵)